# Women Painters of the World

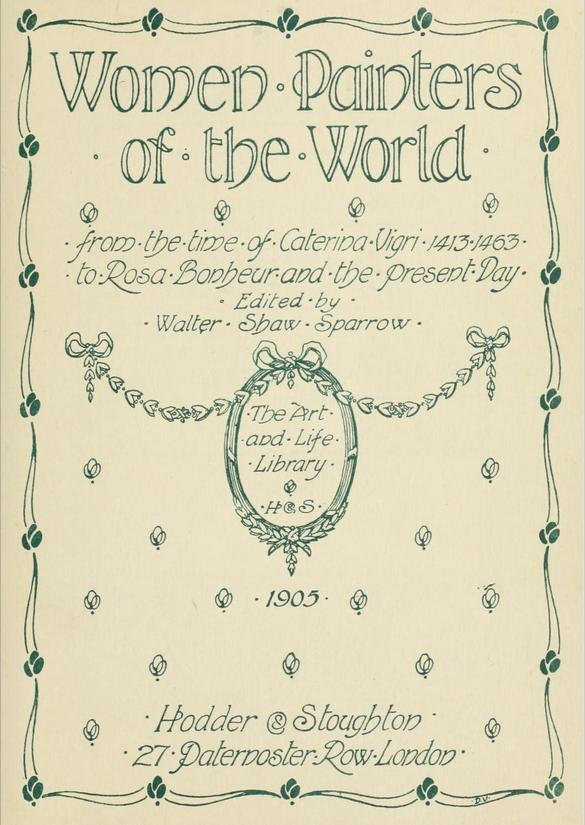

Women Painters of the World é um livro reunido e editado por Walter Shaw Sparrow que traz um panorama das pintoras proeminentes até 1905, ano de sua  publicação. 
O objetivo do livro era refutar a afirmação de que "as obras das pintoras femininas eram de segunda qualidade". O livro inclui mais de 300 imagens de pinturas de mais de 200 pintoras, a maioria das quais nascidas no século XIX e premiadas em várias exposições internacionais. O livro é uma obra de referência e de grande utilidade para quem estuda a arte feminina do final do século XIX.

## Lista de mulheres que constam no livro
- Louise Abbéma
- Madame Abran (Marthe Abran, 1866-1908)
- Georges Achille-Fould
- Helen Allingham
- Anna Alma-Tadema
- Laura Theresa Alma-Tadema
- Sophie Gengembre Anderson
- Helen Cordelia Angell
- Sofonisba Anguissola
- Christine Angus
- Berthe Art
- Gerardina Jacoba van de Sande Bakhuyzen
- Antonia de Bañuelos
- Rose Maynard Barton
- Marie Bashkirtseff
- Jeanna Bauck
- Amalie Bauerlë
- Mary Beale
- Lady Diana Beauclerk
- Cecilia Beaux
- Ana Bešlić
- Marie-Guillemine Benoist
- Marie Bilders-van Bosse
- Lily Blatherwick
- Tina Blau
- Nelly Bodenheim
- Kossa Bokchan
- Rosa Bonheur
- Mlle. Bouillier
- Madame Bovi[2]
- Olga Boznanska
- Louise Breslau
- Elena Brockmann
- Jennie Augusta Brownscombe
- Anne Frances Byrne
- Katharine Cameron
- Margaret Cameron (Mary Margaret Cameron)
- Marie Gabrielle Capet
- Margaret Sarah Carpenter
- Madeleine Carpentier
- Rosalba Carriera
- Mary Cassatt
- Marie Cazin
- Francine Charderon
- Marian Emma Chase
- Zoé-Laure de Chatillon
- Jeanne-Elisabeth Chaudet
- Lilian Cheviot
- Mlle. Claudie
- Christabel Cockerell
- Marie Amélie Cogniet
- Uranie Alphonsine Colin-Libour
- Jacqueline Comerre-Paton
- Cornelia Conant
- Delphine Arnould de Cool-Fortin
- Diana Coomans
- Maria Cosway
- Amelia Curran
- Louise Danse
- Héléna Arsène Darmesteter
- Maria Davids
- Césarine Davin-Mirvault
- Evelyn De Morgan
- Jane Mary Dealy
- Virginie Demont-Breton
- Marie Destrée-Danse
- Margaret Isabel Dicksee
- Agnese Dolci
- Angèle Dubos
- Victoria Dubourg
- Clémentine-Hélène Dufau
- Mary Elizabeth Duffield-Rosenberg
- Maud Earl
- Marie Ellenrieder
- Alix-Louise Enault
- Alice Maud Fanner
- Catherine Maria Fanshawe
- Jeanne Fichel
- Rosalie Filleul
- Fanny Fleury
- Julia Bracewell Folkard
- Lavinia Fontana
- Elizabeth Adela Forbes
- Eleanor Fortescue-Brickdale
- Consuélo Fould
- Empress Frederick of Germany
- Elizabeth Jane Gardner
- Artemisia Gentileschi[3]
- Diana Ghisi
- Ketty Gilsoul-Hoppe
- Marie-Éléonore Godefroid
- Eva Gonzalès
- Maude Goodman
- Mary L. Gow
- Kate Greenaway
- Rosina Mantovani Gutti
- Gertrude Demain Hammond
- Emily Hart
- Hortense Haudebourt-Lescot
- Alice Havers
- Ivy Heitland
- Catharina van Hemessen
- Matilda Heming
- Mrs. John Herford
- Emma Herland
- E. Baily Hilda
- Dora Hitz
- A. M. Hobson
- Adrienne van Hogendorp-s' Jacob
- Lady Holroyd
- Amelia Hotham
- M. J. A. Houdon
- Joséphine Houssay
- Barbara Elisabeth van Houten
- Sina Mesdag van Houten
- Julia Beatrice How
- Mary Young Hunter
- Helen Hyde
- Katarina Ivanović
- Infanta María de la Paz of Spain
- Olga Jančić
- Blanche Jenkins
- Marie Jensen
- Olga Jevrić
- Louisa Jopling
- Ljubinka Jovanović
- Mina Karadžić
- Angelica Kauffman
- Irena Kazazić
- Lucy E. Kemp-Welch
- Jessie M. King
- Elisa Koch
- Käthe Kollwitz
- Adélaïde Labille-Guiard
- Ethel Larcombe
- Hermine Laucota
- Madame Le Roy
- Louise-Émilie Leleux-Giraud
- Judith Leyster
- Barbara Longhi
- Princess Louise, Duchess of Argyll
- Marie Seymour Lucas
- Marie Lucas Robiquet
- Vilma Lwoff-Parlaghy
- Ann Macbeth
- Biddie Macdonald
- Jessie Macgregor
- Violet Manners, Duchess of Rutland
- E. Marcotte
- Ana Marinković
- Madeline Marrable
- Edith Martineau
- Caroline de Maupeou
- Constance Mayer
- Anne Mee
- Margaret Meen
- Maria S. Merian
- Anna Lea Merritt
- Georgette Meunier
- Eulalie Morin
- Berthe Morisot
- Mary Moser
- Marie Nicolas
- Beatrice Offor
- Adeline Oppenheim Guimard
- Blanche Paymal-Amouroux
- Marie Petiet
- Nadežda Petrović
- Zora Petrović
- Constance Phillott
- Maria Katharina Prestel
- Henrietta Rae
- Suor Barbara Ragnoni
- Catharine Read
- Marie Magdeleine Real del Sarte
- Flora Macdonald Reid
- Maria G. Silva Reis
- Mrs. J. Robertson
- Suze Robertson
- Ottilie Roederstein
- Juana Romani
- Adèle Romany
- Jeanne Rongier
- Henriëtte Ronner-Knip
- Baroness Lambert de Rothschild
- Sophie Rude
- Rachel Ruysch
- Eugénie Salanson
- Adelaïde Salles-Wagner
- Amy Sawyer
- Helene Schjerfbeck
- Félicie Schneider
- Anna Maria Schurman
- Thérèse Schwartze
- Doña Stuart Sindici
- Elisabetta Sirani
- Sienese Nun Sister A
- Sienese Nun Sister B
- Minnie Smythe
- Élisabeth Sonrel
- Lavinia, Countess Spencer
- M. E. Edwards Staples
- Louisa Starr
- Marianne Stokes
- Elizabeth Strong
- Mary Ann Rankin (Mrs. J. M. Swan)
- Annie Louise Swynnerton
- E. De Tavernier
- Elizabeth Upton, Baroness Templetown
- Ellen Thesleff
- Elizabeth Thompson
- Maria Tibaldi m. Subleyras
- Frédérique Vallet-Bisson
- Caroline de Valory
- Mlle. de Vanteuil[4]
- Elisabeth Vigée-Lebrun
- Caterina Vigri
- Vukosava Velimirović
- Ana Vidjen
- Draginja Vlasic
- Beta Vukanović
- Louisa Lady Waterford
- Hermine Waternau
- Caroline Watson
- Cecilia Wentworth
- E. Wesmael
- Florence White
- Maria Wiik
- Julie Wolfthorn
- Juliette Wytsman
- Annie Marie Youngman
- Jenny Zillhardt